# Faded (singel Cascady)
Faded – czwarty singiel z drugiego albumu niemieckiego zespołu Cascada, Perfect Day. Wydany został tylko w Stanach Zjednoczonych i Kanadzie, lecz po krótkim czasie udało mu się również być notowanym na listach europejskich. W USA wydany został 26 sierpnia 2008 roku, natomiast w internecie był już od 5 sierpnia 2008 roku. We Francji wydano go 27 października 2008 roku.

## Lista utworów
1. Album Version (2:51)
2. Dave Ramone Electro Club Edit (2:58)
3. The Wideboys Electro Radio Edit (2:36)
4. Dave Ramone Pop Radio Mix (2:54)
5. Album Extended (4:27)
6. Dave Ramone Electro Club Extended (6:25)
7. The Wideboys Electro Club Mix (6:08)
8. Dave Ramone Pop Extended Mix (5:51)
9. Lior Magal Remix (5:27)
10. Giuseppe D’s Dark Fader Club Mix (7:20)

## Notowania
| Notowanie (2008)                             | Najwyższa pozycja |
| -------------------------------------------- | ----------------- |
| Australian Top 100                           | 1                 |
| Iceland Singles Chart                        | 3                 |
| France Airplay Top 100                       | 85                |
| France Hit Dance Music Top 50                | 1                 |
| Lithunia Singles Chart                       | 8                 |
| U.S. Billboard Hot Dance Airplay             | 7                 |
| U.S. Billboard Pop 100                       | 68                |
| U.S. Billboard Pop 100 Airplay               | 50                |
| U.S. DDK Dance Crossover Charts Top 50       | 2                 |
| U.S. DJ Times National Dance/Crossover Chart | 7                 |